# Ernst Rüesch

Ernst Rüesch (1992)

Ernst Rüesch (* 12. Juni 1928 in St. Gallen; † 21. Mai 2015 ebenda; heimatberechtigt in Gaiserwald) war ein Schweizer Politiker (FDP) aus dem Kanton St. Gallen.
Rüesch war ausgebildeter Sekundarlehrer und führte von 1972 bis 1988 als Mitglied der St. Galler Kantonsregierung das Erziehungsdepartement. Auf nationaler Ebene stand er unter anderem der Konferenz der kantonalen Erziehungsdirektoren vor. Für seine prägende Rolle in der Bildungspolitik des Kantons und der Schweiz erhielt er 1989 das Ehrendoktorat der Hochschule St. Gallen in Staatswissenschaften.
Von 1987 bis 1995 gehörte Rüesch dem Ständerat an, wo er unter anderem die Finanzkommission präsidierte und sich als Vertreter der Interessen der Ostschweiz und der Wirtschaft hervortat.
Nebenamtlich war Rüesch unter anderem Stiftungsratspräsident des Historischen Lexikons der Schweiz und als Brigadier der Schweizer Armee Kommandant der Grenzbrigade 8.